# Dmitri Aliev
Dmitri Aliev, född 1 juni 1999, är en rysk konståkare.
Aliev tävlade som en olympisk idrottare från Ryssland vid Olympiska vinterspelen 2018 i Pyeongchang, där han slutade på sjunde plats i singelåkning.